# Mikuláš I. Veliký
Svatý Mikuláš I. Veliký (kolem 800? Řím – 13. listopad 867) byl papežem od 24. dubna 858 až do své smrti. Je připomínán jako upevňovatel papežské autority a moci, projevující rozhodující vliv na historický vývoj papežství a na jeho postavení mezi křesťanskými národy západní Evropy. Mikuláš tvrdil, že papež by měl mít autoritu nad všemi křesťany.
V katolické církvi byl prohlášen za svatého se svátkem dne 13. listopadu.

## Život
Mikuláš se narodil do významné šlechtické rodiny v Římě jako syn Defensora Theodora a získal vynikající vzdělání. Díky své zbožnosti, schopnostem a výmluvnosti vstoupil do služeb církve v raném věku. Byl podjáhnem papeže Sergiuse II. (844–847) a jáhnem papeže Lva IV. (847–855). Po smrti Benedikta III. (7. dubna 858) římský císař Ludvík II., který byl přítelem Říma, vstoupil do města, aby ovlivnil volby. Dne 24. dubna byl Mikuláš zvolen papežem a na trůnu v bazilice svatého Petra usedl v přítomnosti císaře. Poté nechal vystrojit třídenní hostinu na rozloučenou pro císaře. Následně v doprovodu římské šlechty navštívil císaře v jeho táboře za městem. Při této příležitosti vyšel císař Mikuláši vstříc a vedl jeho koně po určitou část cesty.
Mikuláš I. prosazoval svrchovanou autoritu papežství ve správě církve a byl po dlouhé době výraznou osobností na papežském stolci. Upevnění autority jeho úřadu, který byl dosud ovlivňován panovníky franské říše, napomáhalo její rozdělení roku 843 a oslabení autority karlovských panovníků. Papež se dostal do ostrých sporů s remešským arcibiskupem Hinkmarem a s konstantinopolským patriarchou Fotiem, v nichž hájil svrchovanost papeže nad všemi západními i východními církevními hodnostáři. Patriarcha Fotios ho obžaloval z hereze, mimo jiné kvůli používání tzv. filioque v praxi západní církve.

## Dědictví
Mikuláš podporovat misijní činnost křesťanstva. Schválil společenství v Brémách a Hamburku. Jmenoval sv. Ansgara arcibiskupem Brém a jeho nástupce do úřadu papežského legáta pro Dány, Švédy a Slovany. V mnoha jiných duchovních záležitostech vydal dopisy a rozhodnutí a učinil aktivní opatření proti biskupům, kteří opomíjeli své povinnosti.
V Římě Mikuláš přestavěl a vybavil několika kostelů a neustále se snažil povzbudit náboženský život. On sám vedl zbožný život vedený v duchu křesťanské askeze. Po smrti byl považován za světce.

## Ikonografie
Mikuláš rozhodl, že symbol kohouta by měl být umístěn na každý kostel, kde by sloužil jako náboženská ikona a vzpomínka na Petrovo zapření Krista. Od těchto dob mají stále některé kostely kohoutka na věžích.

## Odkazy

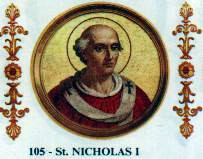
Portrét papeže sv. Mikuláše I. Velikého v bazilice sv. Pavla za hradbami